# Matic Osovnikar
Matic Osovnikar (ur. 19 stycznia 1980) – słoweński lekkoatleta, sprinter.

## Osiągnięcia
- 4. miejsce podczas Halowych Mistrzostw Świata (bieg na 200 m, Birmingham 2003)
- 5. miejsce na Halowych Mistrzostw Świata (bieg na 60 m, Budapeszt 2004)
- 2 złote medale igrzysk śródziemnomorskich (bieg na 100 m i bieg na 200 m, Almería 2005), Osovnikar wywalczył na tych zawodach także brąz w sztafecie 4 x 100 metrów
- 4. miejsce podczas Halowych Mistrzostw Świata (bieg na 60 m, Moskwa 2006)
- brązowy medal Mistrzostw Europy w Lekkoatletyce (bieg na 100 m, Göteborg 2006)
- 4. miejsce w Halowych Mistrzostwach Europy w Lekkoatletyce (bieg na 60 m, Birmingham 2007)
- 7. miejsce podczas Mistrzostw Świata (bieg na 100 m, Osaka 2007) – pierwszy od 20 lat biały sprinter, który awansował do finału Mistrzostw Świata na tym dystansie
- 7. miejsce w Światowym Finale IAAF (bieg na 100 m, Stuttgart 2007)
- wielokrotny mistrz i rekordzista kraju

Osovnikar dwukrotnie uczestniczył w igrzyskach olimpijskich (Ateny 2004 i Pekin 2008), jednak bez znaczących osiągnięć, jego najlepszym wynikiem był półfinał 200 metrów osiągnięty w 2004 w Atenach. W 2006 został wybrany w Słowenii sportowcem roku.

## Rekordy życiowe
- bieg na 100 m – 10,13 (2007) – Rekord Słowenii
- bieg na 200 m – 20,47 (2004) – Rekord Słowenii
- bieg na 60 m (hala) – 6,58 (2004 & 2006) – Rekord Słowenii
- bieg na 200 m (hala) – 20,77 (2003) – Rekord Słowenii